# 三塘乡 (泸西县)
三塘乡，是中华人民共和国云南省红河哈尼族彝族自治州泸西县下辖的一个乡镇级行政单位。

## 行政区划
三塘乡下辖以下地区：
隆德村、李子箐村、箐门村、阿定村、连城村、三塘村、俱久村和方摆村。